# 弗兰肯塔尔
普法尔茨地区弗兰肯塔尔（德語：Frankenthal (Pfalz)），通称弗兰肯塔尔（德語：Frankenthal，發音：[ˈfʁaŋkn̩ˌtaːl] ⓘ），是德国莱茵兰-普法尔茨州的非县辖城市，面积43.88平方千米，2023年12月31日人口为49,122人。
弗兰肯塔尔位于沃尔姆斯和路德维希港之间，属于莱茵-内卡都会区。

## 友好城市
弗兰肯塔尔与以下城市结为友好城市：
- 法國 科隆布（1958年）
- 義大利 罗索利尼（2018年）
- 波蘭 索波特（1991年）
- 德国 施特劳斯贝格（1990年）